# Prionus puae
Prionus puae är en skalbaggsart som beskrevs av Alain Drumont och Komiya 2006. Prionus puae ingår i släktet Prionus och familjen långhorningar. Inga underarter finns listade i Catalogue of Life.